# East Woodhay
East Woodhay est un village et une paroisse civile dans le Hampshire, en Angleterre, situé à environ 6 milles (10 km) au sud-ouest de Newbury , dans le Berkshire. Au recensement de 2001, sa population était de 2 794 habitants, passant à 2 914 au recensement de 2011.